# ویکرانت مسی
ویکرانت مسی (به انگلیسی: Vikrant Massey) (زاده ۱۶ ژوئن ۱۹۷۹) بازیگر هندی است.
از کارهای معروف او می‌توان به بازی در فیلم خوابگاه عشق اشاره کرد.

## فیلم‌شناسی
فهرست برخی از فیلم‌هایی که ویکرانت مسی در آن‌ها به ایفای نقش پرداخته‌است:
- سارق (۲۰۱۳)
- بگذار قلب بتپد (۲۰۱۵)
- دوست‌دختر نصفه‌نیمه (۲۰۱۷)
- رژ لب زیر برقع من (۲۰۱۷)
- ساخته‌شده در بهشت (۲۰۱۹)
- مراسم خاکسپاری رامپراساد (۲۰۱۹)
- ضربه (۲۰۲۰)
- دلبر زیبا (۲۰۲۱)
- خوابگاه عشق (۲۰۲۲)
- چراغ نفتی (۲۰۲۳)